# Taparella extola
Taparella extola är en insektsart som beskrevs av Medler 1991. Taparella extola ingår i släktet Taparella och familjen Flatidae. Inga underarter finns listade i Catalogue of Life.